# Грозовой перевал (телесериал, 1967)
«Грозово́й перева́л» (англ. Wuthering Heights) — телесериал канала BBC по мотивам романа «Грозовой перевал» автора Эмили Бронте.

## Сюжет
В непогожий день мистер Локвуд навещает своего арендодателя мистера Хитклиффа. Ненастная погода на улице заставляет Локвуда остаться на ночлег в доме хозяина. Здесь он узнаёт историю о взаимоотношениях Хитклиффа с его сводной сестрой Кэти. События прошлых лет заставляют леденеть душу.
Хозяин поместья Грозовой перевал мистер Эрншо взял в семью найдёныша, которого обнаружил едва живым на улице города. Старший сын, Хиндли, возненавидел «брата», а младшая Кэтрин проводила с ним всё свободное время. Проходят годы, дети растут и отношения между ними меняются — молодые люди влюблены.
После смерти мистера Эрншо главой дома становится Хиндли, который первым делом прогоняет ненавистного брата жить в амбар и рассматривает лишь как слугу.
Кэтрин хочет блистать. Она выходит замуж за богатого соседа Эдгара Линтона. Отношения со сводным братом прерываются.
Хитклифф не может простить единственному другу такое предательство. Он начинает мстить. В этой мести погрязнут все, и Хиндли, и Кэти, и Эдгар с сестрой, а также дети двух семейств и даже родной сын.

## Актёрский состав
| В ролях         |  | Персонаж        |
| --------------- |  | --------------- |
| Иэн Макшейн     |  | Хитклифф        |
| Анджела Скулар  |  | Кэтрин Эрншо    |
| Уильям Марлоу   |  | Хиндли Эрншо    |
| Кит Бакли       |  | Гэртон Эрншо    |
| Дэвид Маркхем   |  | мистер Линтон   |
| Анджела Дуглас  |  | Изабелла Линтон |
| Майкл Уэннинк   |  | Линтон Хитклифф |
| Дрю Хенли       |  | Эдгар Линтон    |
| Энн Сталлибрасс |  | Нелли Дин       |
| Джон Гарри      |  | Джозеф          |